# Le Roi captif
Le Roi captif est un croquis réalisé par Joseph Wright of Derby en 1772 ou 1773. On considère qu'il s'agit d'une étude préparatoire pour un tableau aujourd'hui perdu sur le croisé français et roi de Jérusalem, Guy de Lusignan en prison.

## Description
Le croquis, titré Le Roi captif (en anglais The Captive King), montre le chevalier français Guy de Lusignan retenu prisonnier par Saladin. Lusignan affronta Saladin le 4 juillet 1187, à la bataille de Hattin, et fut fait prisonnier à la suite de la défaite de ses armées. C'est au cours du même combat que fut perdue la relique dite de la Vraie Croix. Lusignan, qui venait de la région de Poitiers, était devenu roi par son mariage avec Sibylle de Jérusalem. Il fut finalement relâché par Saladin et régna sur Chypre. Le croquis de Joseph Wright porte des annotations de la main de son ami Peter Perez Burdett. Wright avait pris des leçons de perspective auprès de Burdett et lui demandait conseil pour la construction de ses tableaux.

## Histoire
Le croquis fait partie d'un ensemble d'au moins trois que Wright fit en préparation de deux tableaux consacrés au croisé prisonnier. Durant l'hiver 1772-1773, il envoya les croquis pour avis à Perez Burdett, à Liverpool, avant de réaliser le plus petit des tableaux qui fut exposé à la Société des artistes en 1773, en même temps qu'une version de L'Atelier du forgeron. En 1774, Wright espérait vendre une version du Roi captif au margrave Charles-Frédéric de Bade ; mais celui-ci, prenant Burdett à son service, finit par partir en Allemagne pour échapper à ses dettes, dont celles qu'il avait envers Wright. Une version plus grande du tableau (d'environ 1 m × 1,25 m) était en possession du beau-fils de Wright après sa vente en 1810. Il n'en est plus fait mention après cette date dans l'ouvrage de Nicolson sur l'œuvre de Wright.
En 1774 et 1778, Wright reprit plusieurs fois le sujet du prisonnier abandonné, mais le thème était maintenant tiré d'un roman contemporain. Le dernier de ces tableaux est Le Captif de Sterne, exposé pour la première fois en 1778.